# Thallarcha phalarota
Thallarcha phalarota är en fjärilsart som beskrevs av Edward Meyrick 1886. Thallarcha phalarota ingår i släktet Thallarcha och familjen björnspinnare. Inga underarter finns listade i Catalogue of Life.